# あかりとシロの心霊夜話
『あかりとシロの心霊夜話シリーズ』（あかりとシロのしんれいやわシリーズ）は、西尚美による日本の漫画作品。女性編集者が主人公の短篇連作ミステリー。女性向け月刊漫画雑誌『サクラミステリー』（あおば出版）で1996年から年に6回ぐらいのペースで掲載され、2007年からは後継誌の月刊『ミステリーサラ』（青泉社）でほぼ毎月連載されている。姉妹誌『ミステリーブラン』では単行本未収録の2 - 3作が総集編として随時掲載されている。 
小説雑誌の女性編集者が飼い猫とともに心霊現象の絡んだ事件に遭遇しながら恋人の小説家や周囲の友人たちとの絆を深めてゆく、短篇ミステリーの連作。主人公が事件の関係者として出会った人物は、後日に別の事件の解決に協力するケースが多い。連載初期には主人公の従姉とその家族、連載が進んでからは様々な小説家、雑誌の編集者、フリーライター、主人公と同じ町に住む主婦や自営業者などが、準レギュラーとして登場している。

## あらすじ
ミステリー雑誌編集者の瀬尾あかりは、幼少期から幽霊が見える霊媒体質に悩みを抱えていた。だが、自宅アパートにやって来るようになった不思議な白猫・シロと出逢った事で自分の力と向き合い、彼女に助けられ味方となってくれた同じ部署の上司や同僚、近所に住む友人たち、後に夫となる室生司の手を借りて少しずつ成長していく。

## 主な登場人物
瀬尾あかり→室生あかり
ミステリー小説雑誌『小説奇談』の編集者。二十代前半。幼少時に遠い親戚の老婦人によって封印されていた霊感が、野良猫だったシロとの出会いをきっかけに徐々に復活する。担当作家の室生と出会い、後に結婚（単行本7巻第6話）。
当初は幽霊が見える自分の体質への忌避と、信憑性の理由から誰にも相談出来ず一人怯えては塞ぎ込んでばかり居たが、シロと出逢った事で室生という理解者や味方となってくれる人達と巡り会う内に自信がつき、時には事件解決のために大胆な行動を取るようにもなる。
シロ
あかりが飼っているメスの白猫。尻尾に小さな黒ぶちがある。元野良猫で作中最初の引っ越しをきっかけに飼い猫に収まるが、日中は外を頻繁に出歩いている半野良。
霊感が強く、事件の核心にいる人物を見張ったり見守ったりしながら、あかりをサポートしている。八百屋の瓜丸や草馬のクロの他にも多くの仲間が町中にいる。
編集長（長妻多歌子）
小説雑誌『小説奇談』の編集長。家が近いとの理由であかりを司の担当者に任命。霊感はまったくないが猫好きで、あかりが泊まりがけで出張する時などはシロを預かってくれる。大食漢。
室生司
伝奇ミステリーを執筆する小説家。第3話「癒しの庭」（単行本1巻）より登場。自宅の庭に浄化されることを願う霊が訪れるので、ガーデンテーブルにはいつも茶菓を供えている。小説雑誌『小説奇談』の新連載で編集担当者になったあかりと後に相愛・結婚に至る。
容姿が整っている上に性格の良さから女性に人気がある。だが、その性格とあかりに出逢うまで恋愛沙汰には疎かった事から、それらの痴情が原因で彼女が危険な目に合う事もある。
草馬怜二
小説雑誌『小説奇談』で室生と人気を二分するミステリー作家。第16話「闇は囁く」（単行本3巻）より登場。あかりとシロの協力を得て亡くなった異母弟に対する負い目から解放され、以後は自身の洞察力と霊感であかりや室生の危機を救うようになる。人妻好きで人妻と遊ぶ会会長（単行本11巻第6話）。
実は知り合った当初からあかりに想いを寄せており、彼女に室生がいると知ってからは一旦身を引いているものの、未だ諦めておらず、彼絡みの痴情が原因であかりが危険な目にあったり気を揉むような事が起きると、自分が代わりに貰うぞと言った部類の脅しをかける事もある。ただし、室生一筋のあかりからすれば冗談半分だと捉えられている節がある。
クロという黒猫を飼っており、単行本10巻収録の番外編で霊感を発揮している。
関原梢
プレイガールの美人ミステリー作家。単行本10巻第4話より登場。既婚者好きだったが痴情のもつれで殺されそうになったところを編集担当となったあかりとシロの活躍で助けられ普通のプレイガールになる。以後あかりと仲良くなり、よく事件を持ち込むようになる。ともに既婚者好きということで草馬の飲み友達。

### 編集部関係者
以下、複数回で登場している人物を記載。
佐原しほり
大御所ミステリー作家。単行本3巻第7話より登場。編集長を変な女と呼ぶが性格は似た者同士（第3巻7話）。
東条明夫
編集部員。単行本12巻第5話より登場、DK文庫から異動してきたあかりの後任となる室生の担当者。お調子者。
赤崎さんと娘のつぐみ
編集部によく出入りしているシングルマザーのフリーライター。ストレス解消にママさんバレーをしている。単行本14巻第5話より登場。猫を飼っている。児童虐待や青少年問題に詳しい。仕事上の人脈が広く事件の調査を支援してくれる。つぐみという中学生の娘がいる。
梶さん
単行本10巻第1話より登場。昔の不倫を職場で話すあっけらかんとした性格。
本沢美久
編集部の夏休み中の学生バイト。単行本11巻第5話より登場。その後も編集部に出入りしている。実家はお菓子会社（看板商品はスナック「タコポン」）。
風間環紀
編集部のバイト。編集長曰く、あかりちゃんと似ているので採用。21巻2話より登場。
西王子泰介
あかりが担当する新人作家。20巻4話より登場。 病気で妹を失っており、心霊絡みの事件を通じて知り合った長谷川ヒロを彼女に重ね合わせ、解決後は後見人となる。
その後は次第に一人の女性として思いを寄せ、結婚に至った。

### ご近所の方々
本橋さん（結婚後夏川翔子）
あかりと同年代。単行本12巻第3話より登場。町内子供会や介護のボランティアをしており、ご近所のボランティア関連の情報に詳しい。猫を飼っている。ボランティアと事件を通じて知り合った有名シェフの夏川さん（16巻2話より登場）と結婚。
園田さん（園田貴子）
あかりと同年代。単行本11巻第2話より登場。あかりの勤めるKD出版に出入りしていたこともある元編集者。猫を飼っている。夫は町の写真屋さん。
早穂ちゃん
中学生。単行本13巻第4話より登場。猫を飼っている。
牧田工務店
室生家のリフォームと再築を担当。以後不動産の関係する事件についてあかりの相談役となる。
ヒカルさん
ニューハーフ。単行本13巻第6話より登場。ゲイバー勤務。男勝り（？）。
陽子ちゃん（佐々木陽子）
赤崎さんの娘つぐみの同級生。杉野さんのデリカテッセンでバイトしている。16巻6話より登場。
怜良ちゃん（園田怜良）
園田さん（園田貴子）の夫の親戚の便利屋ソノダの娘。高校生。18巻4話より登場。事件をよく持ち込むようになる。
花村君江
料理教室の先生。本橋さんとあかりが通っている。19巻6話より登場。

### あかりと司、草馬などの身内
由利
あかりの従妹。単行本3巻第1話より登場。強引かつ高飛車な性格の為、あかりは昔から彼女が苦手だった。純香が巻き込まれた心霊絡みの事件を通じて改心し家族と向き合うようになった。
純香
由利の娘。中学生。単行本3巻1話より登場。霊感があり、草馬と協力して事件を解決したこともある。
智伸
由利の息子で純香の兄。高校生。単行本3巻1話より登場。第4巻5話で霊感はないものの、感受性が高い事が発覚する。当初は裏で同級生相手にイジメをしていた位の非行少年だったが、純香が巻き込まれた心霊絡みの事件を通じて改心した。
司の兄
単行本6巻第4話より登場。最初は霊感のある先祖の再三の不幸から、弟とあかりの結婚に反対していた。だが、二人の思いと彼女に憑依していた祖先の霊から真実を聞かされた事で味方になる。
あかりの両親
5巻4話より登場。
道代おばさん
強烈な個性の室生家の親戚。18巻5話より登場し、その後度々あかりの元へ強引に事件を持ち込むようになる。
佳菜と美月
草馬の継姉妹。単行本9巻第5話より登場。彼は当初継母との確執から来る折り合いの悪さから長らく会っておらず、実家に寄りつくこともなかったが、家にまつわる心霊絡みの事件を通じて和解。あかりの影響を受け猫を飼い始めた。
関原梢の母
単行本10巻第5話より登場。娘と長く疎遠だったが、心霊絡みの事件を通じて和解。

### あかりと司の友人
森下（旧姓村木）礼子
あかりの高校時代の同級生。単行本2、7、11各巻の第4話で登場。
杉野明海
あかりが室生家へ引っ越す際、幽霊を追いかけて運送トラックに乗ってしまい迷子になったシロを一時世話していた専門学校生。単行本9巻第2話より登場。当初神奈川県A市に居住し横浜の彫金学校に通っていたが、事件後東京のデザイン学校へ入り直し、室生家とは駅の反対側のデリカテッセンでバイトしている。店長の武士さんとつきあっている。
竹野さん
室生家の地域を管轄する警察署の若手刑事。単行本16巻第1話より登場。
木崎先生と娘の愛理
司の中学時代の同級生。室生家の住む区内にある東都病院勤務の外科医。18巻2話より登場。
ヒロちゃん（長谷田ヒロ）
怜良の同級生の高校生。20巻4話より登場。霊感が強いために当初は母親の悪徳商法に利用され、長らく荒れた生活を送っていた。あかり達に諭されたことで改心したがその矢先に母親と義父を事件で亡くし、新人作家の西王子を保護者として自活を始め、次第に彼に思いを寄せる様になり、結婚に至った。

### その他
華苗
大学時代、中学生だった草馬の家庭教師兼初めての女性。単行本4巻第2話より登場。心霊絡みの事件をきっかけに彼女の罪をあかりが暴いてしまう事になり、出所後は長らく行方知れずだったが、末期ガンで入院している事が発覚。草馬と共に伊豆の海辺にあるホスピスに移り、穏やかな最期を迎えた。
蒼宮
室生の新しい担当になった、あかりとは別の出版社の編集。単行本33巻より登場。室生を露骨に狙っており仕事の技術と力量は確かだが、態と彼と二人きりになる様に仕向けたり、両者が互いに不信感を抱かせる様な言動で焚き付けさせ仲を裂こうと企てる。
実は担当になった作家と次々関係を持ち、入手した執筆内容等に関する秘匿事項を、気に入った別の作家に喋っては作品として出版させるといった問題を起こしており、業界の裏では要注意人物扱いされていた。それを知る草馬の機転で本性が露わになり、担当を外されるも室生への執着は止まらず、最後は彼女に狂わされて亡くなった作家の身内によって囲い込まれる形で破滅した。
原英美莉
あかりが心霊相談を受けた作家・柏木に取り付いていた幽霊。単行本34巻より登場。学生時代彼に恋心を抱き、その妄執から怪我を追わせてしまった罪悪感を抱えたまま病死している。事件解決後は『癒しの庭』にやって来るも柏木を諦めておらず、占い師をしている姉を利用して当初室生と蒼宮との関係で悩んでいたあかりに付け入って憑依し、彼と結ばれようと画作していた。だが、あかりを守るため強制的に除霊しようとしたシロから、姉が身を呈してまで自分を庇った事で毒気が抜けたらしく、子供の姿になって眠りにつきゆっくりと成仏していった。
お願い妖精
妖力を持つお守り人形。人知れず街中に出回り嫉妬・執着・欲望など人の心の闇に付け入り災いをもたらす。初登場は単行本14巻第6話。

## 書誌情報
- 西尚美 『あかりとシロの心霊夜話』 あおば出版→青泉社〈あおばコミックス→LGAコミックス〉[注 4]、既刊37巻（2025年7月25日現在）
  1. 「闇の花嫁」2002年9月14日発売、ISBN 4-87317-257-8
    - 新装版（LGAコミックス）：2008年9月20日発売、ISBN 978-4-7663-3366-4

  2. 「弔いの森」2002年12月16日発売、ISBN 4-87317-267-5
    - 新装版（LGAコミックス）：2008年9月20日発売、ISBN 978-4-7663-3367-1

  3. 「憑かれた女」2003年3月15日発売、ISBN 4-87317-283-7
    - 新装版（LGAコミックス）：2008年10月20日発売、ISBN 978-4-7663-3374-9

  4. 「呪縛の視線」2003年6月16日発売、ISBN 4-87317-298-5
    - 新装版（LGAコミックス）：2008年10月20日発売、ISBN 978-4-7663-3375-6

  5. 「真夜中の巫女」2004年3月16日発売、ISBN 4-87317-354-X
    - 新装版（LGAコミックス）：2008年11月20日発売、ISBN 978-4-7663-3380-0

  6. 「春陰りの夢」2004年12月16日発売、ISBN 4-87317-415-5
    - 新装版（LGAコミックス）：2008年11月20日発売、ISBN 978-4-7663-3381-7

  7. 「遠き罪の音」2005年8月16日発売、ISBN 4-87317-491-0
    - 新装版（LGAコミックス）：2008年11月20日発売、ISBN 978-4-7663-3382-4

  8. 「疑惑の刻印」2006年8月16日発売、ISBN 4-87317-841-X
    - 新装版（LGAコミックス）：2008年11月20日発売、ISBN 978-4-7663-3383-1

  9. 「残虐への迷路」2009年8月20日発売、ISBN 978-4-7663-3357-2
  10. 「暗黒の警鐘」2009年6月20日発売、ISBN 978-4-7663-3449-4
  11. 「毒華の誘い」2009年11月20日発売、ISBN 978-4-7663-3476-0
  12. 「影の訪問者」2010年11月20日発売、ISBN 978-4-7663-3524-8
  13. 「忘却の地」2011年5月20日発売[4]、ISBN 978-4-7663-3540-8
  14. 「毒夢の夜」2011年11月19日発売[5]、ISBN 978-4-7663-3560-6
  15. 「悲嘆の旋律」2012年5月19日発売[6]、ISBN 978-4-7663-3574-3
  16. 「病果の庭」2013年4月20日発売[7]、ISBN 978-4-907203-01-6
  17. 「再びの悪夢」2013年8月20日発売[8]、ISBN 978-4-907203-05-4
  18. 「断罪の刻み」2013年12月20日発売[9]、ISBN 978-4-907203-09-2
  19. 「黄泉の学舎」2014年7月19日発売、ISBN 978-4-907203-15-3
  20. 「紛いの言霊」2015年1月20日発売[10]、ISBN 978-4-907203-21-4
  21. 「小さき罪を紡いで」2015年7月21日発売[11]、ISBN 978-4-907203-30-6
  22. 「幻のさえずり」2016年6月20日発売[12]、ISBN 978-4-907203-44-3
  23. 「裁きの雨」2016年11月19日発売[13]、ISBN 978-4-907203-52-8
  24. 「静寂を切り裂くように」2017年6月20日発売[14]、ISBN 978-4-907203-61-0
  25. 「冷たいゆり籠」2017年12月20日発売[15]、ISBN 978-4-907203-69-6
  26. 「呪い花」2018年6月20日発売[16]、ISBN 978-4-907203-73-3
  27. 「…そういう場所」2018年12月20日発売[17]、ISBN 978-4-907203-79-5
  28. 「白き祈り 昏き夢」2019年7月22日発売[18]、ISBN 978-4-907203-83-2
  29. 「蛇蝎のごとく」2019年10月23日発売[19]、ISBN 978-4-907203-86-3
  30. 「悪鬼の待ち人」2019年12月20日発売[20]、ISBN 978-4-907203-88-7
  31. 「蛇蝎のごとく」2020年7月27日発売[21]、ISBN 978-4-907203-90-0
  32. 「潜む闇の餌食に」2021年2月20日発売[22]、ISBN 978-4-910429-05-2
  33. 「崩壊のファンタジー」2021年12月20日発売[23]、ISBN 978-4-910429-43-4
  34. 「懺悔のとき」2022年9月20日発売[24]、ISBN 978-4-910429-87-8
  35. 「懺悔のとき」2023年7月20日発売[25]、ISBN 978-4-86778-038-1
  36. 「懺悔のとき」2024年7月20日発売[26]、ISBN 978-4-86778-097-8
  37. 「魔魅の触手」2025年7月25日発売[27]、ISBN 978-4-86778-171-5